# مقدم الطلب (مشهد قصير)
مقدم الطلب هو مشهد قصير درامي كتبه هارولد بينتر، كُتب الفيلم في الأصل في عام 1959 ونُشر لأول مرة من قبل إير ميثوين في عام 1961، وتم بثه لأول مرة على راديو بي بي سي في البرنامج الثالث بين فبراير ومارس 1964، جنبًا إلى جنب مع رسومات بينتر المسرحية الأخرى: هذه هي مشاكلك، هذا كل شيء، مقابلة، وحوار لثلاثة.
أدرجت نسخة منقحة وموسعة من مقدم الطلب في المشهد الأخير من مسرحية بينتر المنزل الساخن، حيث لا يزال يتم «اختبار» الشخصية التي تُدعى لامب في «غرفة عازلة للصوت» بواسطة الآنسة كاتس، خليفة الآنسة بيفس، وزميلها جيبس (58-78).
وفقاً لكاتب سيرة بينتر الرسمي المصرح به ميخائيل بيلينغتون، الرسم (والمشهد في المنزل الساخن) مستوحى من تفاصيل "تجربته الخاصة [كخنزير غينيا]" في مستشفى ماودسلي في لندن في عام 1954، والتي شارك فيها لكسب عشرة بوب أو شيء من هذا القبيل والتي أخبر بيلينغتون عنها:«انطلق المنزل الساخن بسبب تلك التجربة" كنت مدركًا جيدًا لاستخدامي في إجراء التجربة وشعوري بالعجز التام» (هارولد بينتر 102، 104).

## العرض
«مكتب» (بينتر، «مقدم الطلب» 231).

## الشخصيات
- لامب، شاب، متحمس، مبتهج.
- الآنسة بيفس، جوهرة الكفاءة (231).

## ملخص
يتقدم لامب للحصول على وظيفة، ويعرّف نفسه في الحوار بأنه "فيزيائي" (231)، يخضع لاختبار نفسي من قبل الآنسة بيفس. وتعلق أقطاب كهربائية وسماعات أذن له وتعرض لامب إلى طنين خارق عالي النبرة (232). قبل أن يتعافى، تقصفه الآنسة بيفس بأسئلة اجتماعية وطبية وجنسية (232-34)، وردًا على ذلك يقول بصوت عال، حسنًا، هذا يعتمد على ما تعنيه حقًا - (234). وفي ذروة استجوابها "تضغط على الزر الآخر ويتم سماع الطنين الثاقب مرة أخرى (234). ينهار لامب، ويحل الصمت، بينما يستلقي ووجهه لأعلى، تنظر الآنسة بيفس إليه وتنتهي الرسم بعبارة شكرًا جزيلاً، سيد لامب. سنخبرك بذلك (234).

## روابط أخرى
•"Sketches (2002): Royal National Theatre, London" – In "Plays" at HaroldPinter.org: Official Website of the International Playwright Harold Pinter. (This production, Sketches I and Sketches II, did not include Applicant; but it included several of Pinter's other sketches previously produced along with it.)